# Lydenburgi Köztársaság
A Lydenburgi Köztársaság (afrikaans nyelven Republiek van Lydenburg) egyike a Dél-Afrikában alapított búr államoknak, amely Lydenburg városában és környékén létezett, közel a mozambiki határhoz. A város volt az állam névadója és székhelye.
Lydenburgot Ohrigstadból kivándorolt búr telepesek alapították 1849-ben. A búrok egy maláriajárvány miatt hagyták el korábbi lakhelyüket Andries Hendrik Potgieter vezetésével. Potgieter megszervezte a köztársaságot, vele egy időben egy másik búr államot is alapított, az északabbra fekvő Zoutpansbergi Köztársaságot. Először a Potchefstroomi Köztársaság részét képezte, mígnem 1856-ban teljesen elszakadt tőle. 1858-ban az állam magába olvasztotta a közeli Utrechti Köztársaságot.
A Lydenburgi Köztársaság, az egykori Utrechti Köztársaság területével előbb Transvaalhoz, majd a Natal Köztársasághoz került.
Az állam Utrechthez hasonlóan a holland zászlót használta lobogónak.

## Fordítás
- Ez a szócikk részben vagy egészben  a   Republik Lydenburg című német Wikipédia-szócikk fordításán alapul.  Az eredeti cikk szerkesztőit annak laptörténete sorolja fel. Ez a jelzés csupán a megfogalmazás eredetét és a szerzői jogokat jelzi, nem szolgál a cikkben szereplő információk forrásmegjelöléseként.